# 埼玉県道127号深谷飯塚線
埼玉県道127号深谷飯塚線（さいたまけんどう127ごう ふかやいいづかせん）は、埼玉県深谷市から埼玉県熊谷市に至る県道である。

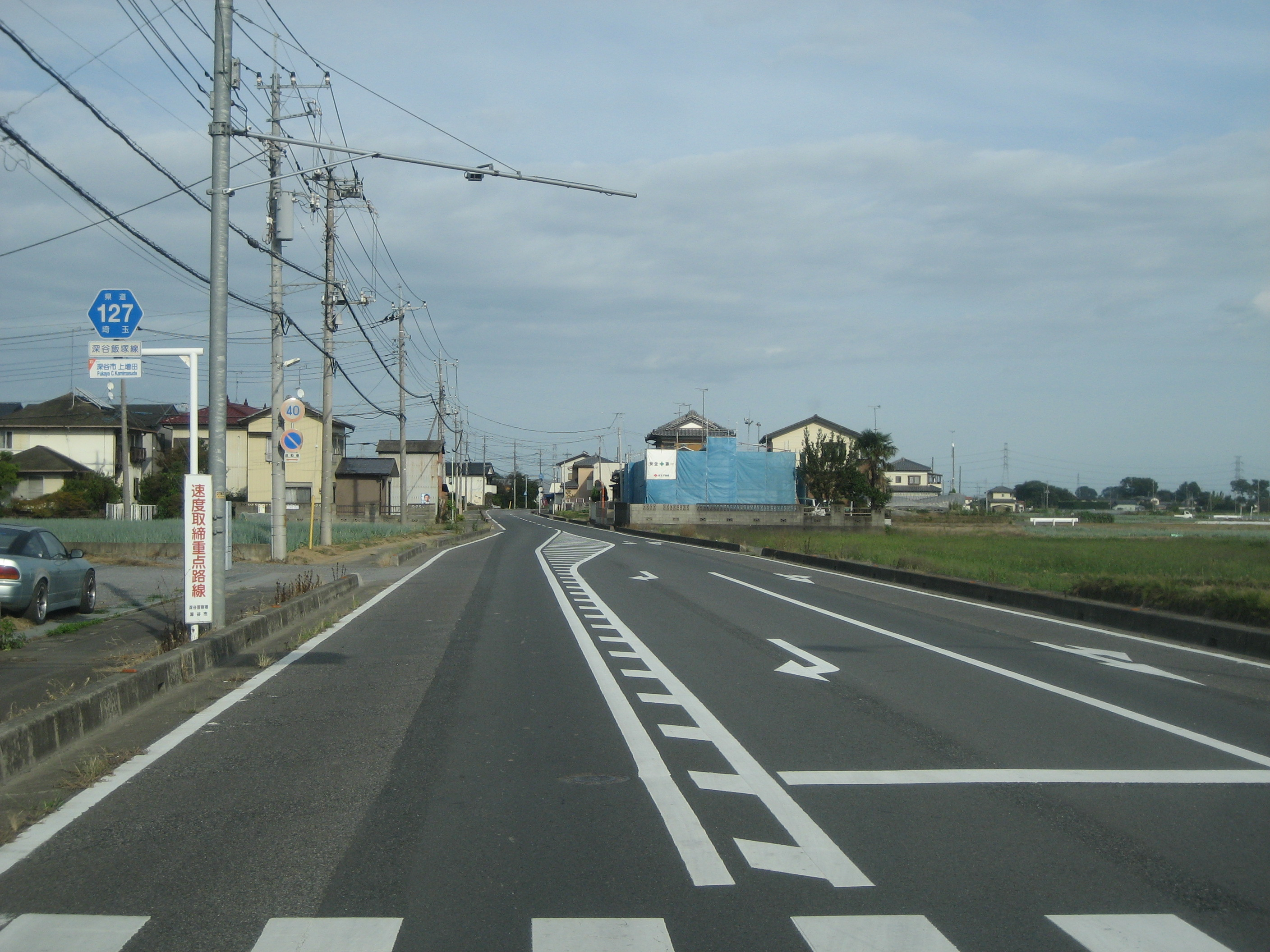
深谷市内

## 歴史
- 2007年4月1日 路線名を埼玉県道127号深谷妻沼線から埼玉県道127号深谷飯塚線へ変更。

## 起点・終点
- 起点：埼玉県深谷市稲荷町（稲荷町交差点、国道17号交点）
- 終点：埼玉県熊谷市妻沼西（運動公園前交差点、埼玉県道45号本庄妻沼線交点）
- 総延長：7,228m

## 通過する自治体
- 埼玉県
  - 深谷市 - 熊谷市

## 交差する主な道路
- 国道17号（深谷市稲荷町、稲荷町交差点）
- 群馬県道・埼玉県道275号由良深谷線（深谷市明戸、楡山神社前交差点）
- 国道17号深谷バイパス（深谷市明戸、明戸（東）交差点）
- 国道17号上武道路（深谷市堀米、掘米交差点）
- 埼玉県道・群馬県道276号新堀尾島線（熊谷市市ノ坪、市ノ坪交差点）

## 沿道の主な施設等
- 埼玉県立深谷商業高等学校
- 深谷中央病院
- 深谷警察署明戸駐在所
- 深谷市明戸公民館
- 熊谷市妻沼体育館
- 熊谷市妻沼運動公園
- 熊谷衛生センター